# هیدی استوره
هیدی استوره (انگلیسی: Heidi Støre؛ زادهٔ ۴ ژوئیهٔ ۱۹۶۳) بازیکن فوتبال سابق اهل نروژ است که به عنوان هافبک در تیم ملی این کشور بازی می‌کرد. وی به عنوان کاپیتان نروژ قهرمان جام جهانی فوتبال زنان در سال ۱۹۹۵ شده‌است.

## زندگی شخصی
استوره در ۴ ژوئیه ۱۹۶۳ در سارپس‌بورگ به دنیا آمد. او دختر هارالد ماگنه استوره و هنی یوزفین استوره است. شریک ثبت شده او از سال ۱۹۹۹، آگنته سینووه کارلسن است.

## کارنامه
استوره برای باشگاه‌های اسپیرینت-یلوی (نروژ)، ترولهِتان (سوئد)، کولبوتن (نروژ)، نیکو (ژاپن) و آتنه موس (نروژ) بازی کرد. او اولین بازی ملی خود را برای تیم ملی نروژ در سال ۱۹۸۰ انجام داد و ۱۵۱ بازی ملی برای تیم ملی انجام داد.
او در سال ۱۹۹۵ با تیم نروژ قهرمان جهان شد، در سال ۱۹۹۱ مدال نقره کسب کرد و در سال ۱۹۸۸ قهرمان مسابقات غیررسمی قهرمانی جهان شد. او از سال ۱۹۸۷ و ۱۹۹۳ قهرمان اروپا شد و در سال‌های ۱۹۸۹ و ۱۹۹۱ مدال نقره کسب کرد. او همچنین در سال ۱۹۹۶ با تیم ملی نروژ مدال برنز المپیک را به دست آورد.
استوره فعالیت حرفه‌ای خود را در سال ۱۹۹۷ به پایان رساند، اما در سال ۲۰۰۵ به عنوان مدیر فوتبال زنان بازگشت. او از سال ۲۰۱۳ به عنوان رئیس بخش فوتبال حرفه‌ای زنان (Toppfotball kvinner) اتحادیه فوتبال نروژ منصوب شد.

## افتخارات
تیم ملی نروژ:
قهرمان جام جهانی فوتبال زنان: ۱۹۹۵
نایب قهرمان جام جهانی فوتبال زنان: ۱۹۹۱
جوایز فردی:
جایزه کنیکسن: ۱۹۹۳ با نروژ